# Sierra Maestra
De Sierra Maestra is de hoogste bergketen van Cuba, gelegen in  de voormalige provincie Oriente, in het zuidoosten van het eiland, ten oosten en ten westen van Santiago de Cuba. De Pico Turquino is met 1974 meter het hoogste punt van Cuba. De Pico Cuba (1872 meter) en Pico Sueca (1734 meter) vormen de twee andere hoogste toppen. Zij danken hun naam aan de Zweedse botanicus Erik Ekman.
De bergstreek is bekend geworden nadat in 1956, na de landing van het jacht de Granma nabij Los Cayuelos, de revolutionairen van de Beweging van de 26ste juli hier hun toevlucht zochten en zich konden reorganiseren. Twee jaar later zouden ze het regime van dictator Fulgencio Batista omverwerpen.

## Geografie

### Park Desembarco del Granma
Ten westen van de Sierra Maestra ligt het Nationaal park Desembarco del Granma. Het is een moeilijk toegankelijk gebied met typische mangrovebegroeiing. Dit park werd op de Werelderfgoedlijst van de Unesco geplaatst.

### Gran Piedra
De Gran Piedra ligt aan de oostzijde op een afstand van 27 km van Santiago de Cuba. Het is een monolithisch stollingsgesteente met een geschatte massa van 63.000 ton, dat ontstaan is in het paleogeen. Het hoogste punt van de Gran Piedra kan per trap bereikt worden en bevindt zich op 1225 m. Bij helder weer is Jamaica vanaf het uitkijkpunt zichtbaar.

## Geologie
De Sierra Maestra ligt aan de rand van de Oriente Fault Zone. Deze vormt de overgang van de Noord-Amerikaanse Plaat met de Caribische Plaat. Het is een actieve transformbreuk die zorgt voor aardbevingen langs de gehele zuidkust van de voormalige Oriente. De Sierra Maestra is ontstaan door het tegen elkaar schuiven van de twee platen. De platen schuiven met een snelheid van 20 mm per jaar langs elkaar.
Jaarlijks worden er een 1000-tal seismische gebeurtenissen geregistreerd aan de zuidkust van de Oriente waarvan de meeste niet praktisch waarneembaar. Af en toe zijn er echter grotere aardbevingen die veel schade veroorzaken. De laatste grote aardbevingen in deze regio vonden plaats in 1932, 1947 (Santiago de Cuba) en 1992 (Pilón-Manzanillo). Bij de aardbeving van 1932 vielen er acht doden en tot 80% van de gebouwen was beschadigd of ingestort.

## Flora en fauna
Het is de habitat voor meer dan 600 diersoorten en 700 verschillende planten.. De kleinste levende kikker Eleutherodactylus iberia (1 cm) komt alleen hier voor.

## Geschiedenis
In 1532 vormde het gebied het toevluchtsoord voor de Taíno die op de vlucht waren voor de blanke ontdekkingsreizigers. In het begin van de 20ste eeuw verborgen zich hier leden van de Partido Independiente de Color (PIC) partij en daarna Antonio Guiteras. Het massief werd voor de eerste keer vermeld door Gerard Mercator.

### Cubaanse Revolutie
Na de ontscheping van het jacht Granma zochten de 81 kompanen een veilig onderkomen in de moeilijk toegankelijke bergstreek. Ze werden ontdekt door een plaatselijk bataljon en aangevallen. 11 revolutionairen, waaronder Fidel en Raoul Castro, brachten het er levend vanaf en slaagden erin om naar de Sierra Maestra te ontsnappen. Ze richtten op La Plata een kamp in vanwaar ze twee jaar later hun tocht naar Havana zouden starten.